# Бёрч, Мартин
Мартин Бёрч (англ. Martin Birch; в других трансрипциях — Берч и Бирч, 27 декабря 1948, Уокинг, Суррей — 9 августа 2020) — британский музыкальный продюсер, специализировавшийся на рок-музыке и хеви-метал. Международную известность получил как звукоинженер и продюсер легендарных альбомов британских групп Deep Purple, Rainbow, Whitesnake и Iron Maiden.

## Музыкальная карьера
Бёрч выступал в роли звукоинженера с конца 1960-х годов и начал продюсировать альбомы приблизительно в 1972—1973 годах. Кроме Deep Purple и Iron Maiden, он работал со множеством исполнителей, таких как отпочковавшиеся от Deep Purple проекты (Rainbow, Paice, Ashton & Lord, Whitesnake, сольные проекты Роджера Гловера и Джона Лорда), Fleetwood Mac, Wishbone Ash, Black Sabbath, Blue Öyster Cult, Гэри Мур. В альбоме Fleetwood Mac Mystery to Me он также указан как музыкант, игравший на акустической гитаре.
Бёрч закончил свою активную музыкальную деятельность в 1992 году после продюсирования альбома Iron Maiden Fear of the Dark.
Мартина Бёрча можно увидеть в видеоклипе Iron Maiden «Holy Smoke».

## Избранная дискография
Источники:, Discogs.

### cFleetwood Mac
- 1969 Then Play On (звукоинженер)
- 1970 Kiln House (звукоинженер)
- 1971 Future Games (звукоинженер)
- 1972 Bare Trees (звукоинженер)
- 1973 Penguin (продюсер, звукоинженер, микширование)
- 1973 Mystery to Me (продюсер, звукоинженер, гитара)

### cDeep Purple
- 1969 Concerto for Group and Orchestra (звукоинженер)
- 1970 Deep Purple in Rock (звукоинженер). Песня «Hard Lovin’ Man» из этого альбома сопровождается посвящением «Мартину Бёрчу — катализатору» (англ. For Martin Birch — catalyst)
- 1971 Fireball (звукоинженер)
- 1972 Machine Head (звукоинженер)
- 1972 Made in Japan (звукоинженер)
- 1973 Who Do We Think We Are (звукоинженер)
- 1974 Burn (звукоинженер, микширование)
- 1974 Stormbringer (продюсер, звукоинженер, микширование)
- 1975 Come Taste the Band (продюсер, звукоинженер, микширование)
- 1976 Made in Europe (продюсер, звукоинженер, микширование) — концертная запись апреля 1975 года
- 1977 Last Concert in Japan (продюсер, звукоинженер) — концертная запись декабря 1975 года

### cWishbone Ash
- 1970 Wishbone Ash (звукоинженер)
- 1971 Pilgrimage (звукоинженер)
- 1972 Argus (звукоинженер)

### cRainbow
- 1975 Ritchie Blackmore’s Rainbow (продюсер, звукоинженер, микширование)
- 1976 Rising (продюсер, звукоинженер, микширование)
- 1977 On Stage (продюсер, звукоинженер, микширование) — концертная запись 1976 года
- 1978 Long Live Rock ’n’ Roll (продюсер, звукоинженер, микширование)
- 1986 Finyl Vinyl (продюсер) — collection

### cWhitesnake
- 1978 Snakebite (продюсер)
- 1978 Trouble (продюсер)
- 1978 Live at Hammersmith (продюсер)
- 1979 Lovehunter (продюсер, звукоинженер)
- 1980 Ready an’ Willing (продюсер, звукоинженер, микширование)
- 1980 Live...In the Heart of the City (продюсер, звукоинженер) — recorded live in 1978 and 1980
- 1981 Come an’ Get It (продюсер, звукоинженер, микширование)
- 1982 Saints & Sinners (продюсер, звукоинженер, микширование)
- 1984 Slide It In (продюсер)

### cBlack Sabbath
- 1980 Heaven and Hell (продюсер, звукоинженер)
- 1981 Mob Rules (продюсер, звукоинженер)

### cBlue Öyster Cult
- 1980 Cultösaurus Erectus (продюсер, звукоинженер)
- 1981 Fire of Unknown Origin (продюсер, звукоинженер)

### cIron Maiden
- 1981 Killers (продюсер, звукоинженер)
- 1982 The Number of the Beast (продюсер, звукоинженер)
- 1983 Piece of Mind (продюсер, звукоинженер, микширование)
- 1984 Powerslave (продюсер, звукоинженер, микширование)
- 1985 Live After Death (продюсер, звукоинженер, микширование)
- 1986 Somewhere in Time (продюсер, звукоинженер)
- 1988 Seventh Son of a Seventh Son (продюсер, звукоинженер, микширование)
- 1990 No Prayer for the Dying (продюсер, звукоинженер, микширование)
- 1992 Fear of the Dark (продюсер, звукоинженер, микширование)

### c другими музыкантами
- 1969 Джеф Бек — Beck-Ola (звукоинженер)
- 1970 Питер Грин — The End of the Game (звукоинженер)
- 1970 The Groundhogs — Thank Christ for the Bomb (звукоинженер)
- 1971 Canned Heat и Джон Ли Хукер — Hooker 'N' Heat (звукоинженер микширования) — записано в 1970 году
- 1971 Джон Лорд — Gemini Suite (звукоинженер)
- 1971 Skid Row — 34 Hours (звукоинженер) (ирландская блюз-роковая группа с участием Гэри Мура, не путать с одноимённой американской металической группой)
- 1971 Faces — Long Player (звукоинженер)
- 1971 Jodo — Guts (звукоинженер)
- 1971 Stackridge — Stackridge (звукоинженер)
- 1971 Toad — Toad (звукоинженер)
- 1972 Toad — Tomorrow Blue (звукоинженер)
- 1972 Silverhead — Silverhead (продюсер)
- 1972 Flash — Flash (продюсер)
- 1973 Гэри Мур — Grinding Stone (продюсер, звукоинженер)
- 1974 Тони Эштон и Джон Лорд — First of the Big Bands (звукоинженер)
- 1976 Джон Лорд — Sarabande (продюсер, звукоинженер, перемикширование)
- 1977 Paice, Ashton & Lord — Malice in Wonderland (звукоинженер)
- 1978 The Electric Chairs — The Electric Chairs (продюсер)
- 1978 Wayne County & the Electric Chairs — Storm The Gates Of Heaven (продюсер)
- 1978 Wayne County & the Electric Chairs — Blatently Offensive E.P. (продюсер)
- 1978 Роджер Гловер — Elements
- 1979 Берни Мардсен — And About Time Too! (продюсер, звукоинженер)
- 1979 Кози Пауэлл — Over the Top (продюсер)
- 1982 Michael Schenker Group — Assault Attack (продюсер, звукоинженер)